# Lentiwirusy
Lentiwirusy (od łac. lente, powoli), wirusy powolne – rodzaj wirusów z rodziny retrowirusów, wywołujących objawy chorobowe po długim okresie utajenia. Przykładem takiego wirusa jest ludzki wirus niedoboru odporności.
W okresie utajenia lentiwirusy przechodzą przez cykl lizogeniczny, polegający na integrowaniu swojego RNA lub DNA z DNA lub RNA zaatakowanej komórki. Zaatakowana komórka jest następnie pobudzana przez wirus do wzmożonego dzielenia się, co powiela informację genetyczną wirusa. Po pewnym okresie namnażania wirus uaktywnia się, wywołując objawy chorobowe.
Do rodzaju należą gatunki:
- Human immunodeficiency virus 1 – HIV-1
- Human immunodeficiency virus 2 – HIV-2
- Feline immunodeficiency virus
- Bovine immunodeficiency virus
- Caprine arthritis encephalitis virus
- Equine infectious anemia virus
- Simian immunodeficiency virus
- Maedi-visna virus